# 八橋町 (知立市)
八橋町（やつはしちょう）は、愛知県知立市の地名。

## 地理

### 河川・池沼
- 逢妻男川
- 才兼池

### 交通
- 名鉄三河線
- 衣浦豊田道路八橋インターチェンジ

### 施設
- 知立市立八橋保育園
- 八橋古城跡・葦香城阯
- 大流緑地
- 池下公園
- 才兼池公園
- 在原寺
- 根上がりの松
- 浄教寺
- 知立市立来迎寺保育園
- 知立文化広場
- 無量壽寺
- 八橋かきつばた園

## 歴史

### 人口の変遷
国勢調査による人口および世帯数の推移。
| 1995年（平成7年）  | 1159世帯 3980人 |  |
| 2000年（平成12年） | 1367世帯 4458人 |  |
| 2005年（平成17年） | 1618世帯 4796人 |  |
| 2010年（平成22年） | 1730世帯 4870人 |  |
| 2015年（平成27年） | 1963世帯 5333人 |  |
| 2020年（令和2年）  | 2106世帯 5349人 |  |

### WEB
1. 1 2  総務省統計局 (2022年2月10日). “令和2年国勢調査の調査結果(e-Stat) - 男女別人口，外国人人口及び世帯数－町丁・字等” (CSV). 2023年8月2日閲覧。
2. ↑  “愛知県知立市の町丁・字一覧”.   人口統計ラボ. 2024年1月22日閲覧。
3. ↑  “読み仮名データの促音・拗音を小書きで表記するもの(zip形式) 愛知県” (zip).   日本郵便 (2024年2月29日). 2024年3月26日閲覧。
4. ↑  “市外局番の一覧” (PDF).   総務省 (2022年3月1日). 2022年3月22日閲覧。
5. ↑  “ナンバープレートについて”.   一般社団法人愛知県自動車会議所. 2024年1月21日閲覧。
6. ↑  総務省統計局 (2014年3月28日). “平成7年国勢調査の調査結果(e-Stat) - 男女別人口及び世帯数 －町丁・字等” (CSV). 2021年7月20日閲覧。
7. ↑  総務省統計局 (2014年5月30日). “平成12年国勢調査の調査結果(e-Stat) - 男女別人口及び世帯数 －町丁・字等” (CSV). 2021年7月20日閲覧。
8. ↑  総務省統計局 (2014年6月27日). “平成17年国勢調査の調査結果(e-Stat) - 男女別人口及び世帯数 －町丁・字等” (CSV). 2021年7月21日閲覧。
9. ↑  総務省統計局 (2012年1月20日). “平成22年国勢調査の調査結果(e-Stat) - 男女別人口及び世帯数 －町丁・字等” (CSV). 2021年7月21日閲覧。
10. ↑  総務省統計局 (2017年1月27日). “平成27年国勢調査の調査結果(e-Stat) - 男女別人口及び世帯数 －町丁・字等” (CSV). 2021年7月21日閲覧。